# Barfuss
Barfuss (Descalza) es una película alemana del año 2005. Til Schweiger, además de ser uno de los protagonistas, se encargó de la producción y de la dirección y también participó en el guion.

## Sinopsis
Nick Keller cambia de trabajo cada dos por tres. La Agencia de Empleo lo coloca como limpiador en un hospital psiquiátrico, pero, por su actitud ignorante, lo vuelven a despedir inmediatamente. Por casualidad salva a la paciente Leila, que sufre de un trastorno por estrés postraumático, impidiendo que ésta se suicide. Después ella lo persigue, se escapa del hospital y quiere quedarse con él. Al principio, Nick no está dispuesto a estar con ella, pero no consigue deshacerse de ella. 
Ambos protagonistas provienen de familias conflictivas. Nick no se lleva bien ni con su padrastro influyente y adinerado ni con su hermano Viktor. Leila estuvo encerrada en casa por su madre durante los 19 primeros años de su vida y no tiene experiencia en el trato con otras personas. Tras la muerte de la madre por un infarto cardíaco, a la que Leila contribuyó por denegación de auxilio, Leila fue ingresada en el hospital. Leila es ingenua y mentalmente todavía una niña pequeña; por ejemplo, toma al pie de la letra todo lo que le dicen y pierde el control de sí misma al entrar en contacto corporal con un desconocido.  
Su madre le recuerda a Nick que está invitado a la boda de su hermano y la chica que ahora es la exnovia de Nick. Nick se ve obligado a llevarse a Leila a su viaje de Múnich a Hamburgo, que durará tres días. Después de que los echan del tren de noche, porque no tienen billetes, Nick roba un coche e intenta venderlo a fin de conseguir dinero para un regalo de boda. Varios obstáculos y mucha comicidad de situación, provocada por la interpretación de la realidad que hace Leila, hacen que progresivamente se vaya desarrollando una relación de amor entre los dos. 
Una vez llegados a la boda, se manifiesta la fría relación que tiene Nick con su familia. La relación entre Nick y su padrastro se agrava. A continuación, Nick intenta de nuevo ingresar a Leila en un hospital psiquiátrico, pero poco después reconoce el amor que siente hacia ella. Después de que Nick es detenido por un supuesto secuestro y Leila está de nuevo en el hospital, ambos intentan volver a reencontrarse. Nick decide simular una enfermedad para que lo ingresen en el hospital donde se encuentra Leila. Tras otro intento de suicidio de Leila y una conversación con Nick, la doctora que está tratando a Leila cambia de opinión sobre Nick y lo admite en el hospital. La última escena de la película muestra a Nick y Leila, ocho meses más tarde, haciendo la compra en el supermercado. Ambos han recibido el alta del hospital.

## Críticas
- El periodista alemán Dirk Jung escribió: «[Ver esta película] abre a algún que otro nuevas perspectivas en el trato con personas discapacitadas y su derecho a la autodeterminación».[1]
- El periódico alemán Heilbronner Stimme concluyó en su reseña del estreno: «A modo de conclusión, Barfuss es una puesta en escena bastante penosa, algo entre una historia de amor que arranca lágrimas, una road movie falaz y un telefilm de baja categoría, con la que el gran multitalento autodesignado Til Schweiger nada entre dos aguas».

## Trasfondo
- El 1 de diciembre de 2005, Barfuss fue premiada con el premio de televisión y medios de comunicación Bambi a la mejor película alemana de 2005.
- El título Barfuss se escribió “Barfuß” en algunos diarios y llevó a confusiones. “Barfuß” es correcto según la ortografía alemana y el título de la película se podría considerar un error.
- Grandes partes de la película se mantuvieron artificialmente en un tono amarillento o con un efecto sepia.
- La película muestra anacronismos y rupturas de estilo. Los hospitales, las infraestructuras viarias, los automóviles y los revisores de autobús con sacabocados, entre otros, imitan el estilo de los años cincuenta y sesenta del siglo XX, mientras que los cajeros automáticos y los teléfonos móviles se atribuyen a los primeros años del siglo XXI.
- Las escenas de boda se rodaron en la residencia presidencial Villa Hammerschmidt en Bonn.
- La banda sonora incluye canciones de Rea Garvey, Mariha y Dido.
- En Alemania, la película atrajo a más de 1,5 millones de espectadores.[2]